# Andrij Mikolajovics Neszmacsnij
Andrij Mikolajovics Neszmacsnij (ukránul: Андрій Миколайович Несмачний;) (Brjanszk, Szovjetunió, 1979. február 28. –) ukrán válogatott labdarúgó.

## Klubcsapatban
A Tavrija Szimferopol utánpótlásán nevelkedett. Az 1997–98-as szezonban igazolt a Dinamo Kijiv klubcsapatához. A következő két szezont a második csapatnál szerepelt. A 2000–01-es szezon kezdetén egyre  több lehetőséget kapott az első csapatban, ahol 2011-ig maradt. A 2007-es téli átigazolási időszakban majdnem az akkor a Premier League-ben szereplő Blackburn Rovers csapatához szerződött. Mark Hughes megerősítette az érdeklődést, s azt mondta, Neszmancsnijnak jó érzéke van a labdarúgáshoz, s nemzetközi tapasztalatokkal rendelkezik. Azt is megerősítette, hogy a támadójátékos 2006 decemberében a kerettel együtt edzett. Azonban nem ígérte meg, hogy biztosan át fog igazolni. Neszmancsij végül nem csatlakozott a Blackburn csapatához.

## Labdarúgás után
2011 nyarán visszavonult az aktív labdarúgástól, hogy vallásos hitnézeteire összpontosítson és Jehova egyik tanúja lett, ennek jelképeként megkeresztelkedett. 2019 szeptemberében a tanúk hivatalos JW TV adásában egy interjú készült vele.

## Sikerei, díjai
- Ukrán bajnokság: 2000, 2001, 2002, 2003
- Ukrán kupa: 2000, 2003, 2005

## A válogatottban
Az ukrán válogatottban 2000. április 26-án, a Bulgária–Ukrajna mérkőzésen szerepelt először.
A Németországi világbajnokságon látványosan nem énekelte Ukrajna himnuszát és a kezét se tette a szívére. Egy interjúban elmondta, hogy szülei és ő hosszú ideje Jehova Tanúi valláshoz  tartoznak. A Biblián alapuló hitnézetei alapján egy emberért vagy nemzetért sem mutat ki imádatot, egyedül csak Jehova Istenek  jár a dicsőség és az imádat. 2009. február 10-én Szlovákia elleni mérkőzésen 67-szer szerepelt és utoljára a nemzeti válogatottban.